# 鄭柵潔
鄭 柵潔（てい さくけつ、ジョン・シャンジエ、1961年11月10日 - ）は、中華人民共和国の官僚、政治家。福建省漳州市出身。現職は中華人民共和国国家発展改革委員会主任。
元中国共産党安徽省委員会書記。中国共産党浙江省委員会副書記、同省省長代行、党組書記、中国共産党寧波市委員会書記など歴任。

## 経歴
1961年11月、福建省漳州市で生まれる。1982年、南京工業大学を卒業。1985年6月に中国共産党入党。1997年5月以降、中国共産党厦門市湖里区委員会副書記、区長代行、区長を歴任した。2002年1月、厦門市人民政府副秘書長、厦門市人民政府弁公庁主任、党組副書記、中国共産党厦門市湖里区委副書記、区長を担当した。2003年3月、厦門市発展計画委員会主任、党組書記に就任。2008年4月に福建省発展改革委員会副主任、党組副書記を担当した。2010年5月、福建省発展改革委員会主任、党組書記に昇格。2015年2月1日、福建省人民政府副省長に任命。
2015年8月、中央に移り、国家能源局副局長（次官）に就任。2017年4月、李亜飛に代わって中国共産党中央委員会台湾工作弁公室、国務院台湾弁公室副主任を担当した。
2017年12月15日、浙江省党委員会常務委員兼中国共産党寧波市委員会書記に就任。2018年5月14日、中国共産党浙江省委員会副書記に昇格。2020年8月31日、中国共産党中央委員会は、鄭柵潔が浙江省省長候補に指名することを決定した。浙江省第13期人民代表大会第23回会議で9月4日、鄭柵潔が省長代行に選出された。
2021年9月30日、党務に転じて安徽省に赴任し、安徽省党委員会書記に就任した。
2023年3月、副首相に昇格した何立峰の後任として、国家発展改革委員会主任に就任した。